# Daryl Lipsey
Daryl Lipsey (né le 26 juin 1963 à North Battleford dans la Saskatchewan au Canada) est un joueur professionnel de hockey sur glace. Il évolue dans le Royaume-Uni entre 1984 et 1997. Par la suite, il est entraîneur de l'équipe du Manchester Storm dans l’Ice Hockey Superleague.

## Biographie
Lipsey commence sa carrière en jouant avec les North Stars de Battlefords de la Ligue de hockey junior de la Saskatchewan en 1982-83. Il joue encore une saison au Canada avant de quitter l'Amérique du Nord pour rejoindre les Bournemouth Stags de la British Hockey League en Angleterre.
Il passe deux saisons avec les Stags avant de rejoindre les Swindon Wildcats. Il joue avec les Wildcats pendant neuf saisons puis en 1995-96, il rejoint le Manchester Storm pour occuper le poste de joueur mais également d'entraîneur-adjoint. Il met fin à sa carrière au cours de la saison suivante et entre 2001 et 2003, il est entraîneur en chef de l'équipe.

## Statistiques
| Saison     | Équipe                          | Ligue      |     | PJ  | B   | A     | Pts | Pun |
| 1982-1983  | Barons de Battlefords           | LHJS       |     |     |     |       |     |     |
| 1983-1984  | North Stars de North Battleford | LHJS       | 59  | 26  | 59  | 85    | 0   |     |
| 1984-1985  | Bournemouth Stags               | BHL Div.1  | 20  | 57  | 24  | 81    | 71  |     |
| 1985-1986  | Bournemouth Stags               | BHL Div.1  | 19  | 59  | 60  | 119   | 73  |     |
| 1986-1987  | Swindon Wildcats                | BHL Div.1  | 29  | 79  | 66  | 145   | 99  |     |
| 1987-1988  | Medway Bears                    | BHL Div.1  |     |     |     |       |     |     |
| 1987-1988  | Swindon Wildcats                | BHL Div.1  | 28  | 81  | 62  | 143   | 52  |     |
| 1988-1989  | Swindon Wildcats                | BHL Div.1  | 24  | 53  | 46  | 99    | 52  |     |
| 1989-1990  | Swindon Wildcats                | BHL Div.1  | 9   | 13  | 13  | 26    | 10  |     |
| 1990-1991  | Swindon Wildcats                | BHL Div.1  | 8   | 19  | 12  | 31    | 20  |     |
| 1991-1992  | Swindon Wildcats                | BHL Div.1  | 36  | 65  | 39  | 104   | 58  |     |
| 1992-1993  | Swindon Wildcats                | BHL Div.1  | 31  | 21  | 22  | 43    | 46  |     |
| 1993-1994  | Swindon Wildcats                | BNL        | 50  | 63  | 65  | 128   | 74  |     |
| 1994-1995  | Swindon Wildcats                | BNL        | 44  | 83  | 81  | 164   | 53  |     |
| 1995-1996  | Manchester Storm                | BNL        | 48  | 44  | 46  | 90    | 72  |     |
| 1996-1997  | Manchester Storm                | LEH        | 2   | 0   | 0   | 0     | 0   |     |
| 1996-1997  | Manchester Storm                | Coupe B&H  | 7   | 0   | 1   | 1     | 4   |     |
| 1996-1997  | Manchester Storm                | ISL        | 2   | 1   | 0   | 1     | 12  |     |
| Totaux LNH | Totaux LNH                      | Totaux LNH | 416 | 664 | 596 | 1 260 | 696 |     |